# Дейвънтри
Дейвънтри (на английски: Daventry) е град в западната част на област Нортхамптъншър - Ийст Мидландс, Англия. Той е административен и стопански център на едноименната община Дейвънтри. Населението на града към 2001 година е 21 731 жители.

## География
Дейвънтри е разположен в югозападната част на едноименната община, на около 18 километра западно от главния град на графството – Нортхамптън. Столицата Лондон отстои на около 120 километра в югоизточна посока.
На разстояние около 4 километра североизточно от града преминава Магистрала М1 по транспортния коридор Лондон- Нортхамптън - Лестър - Нотингам - Шефийлд - Лийдс.

## Демография
Изменение на населението за период от две десетилетия 1981-2001 година:
| година    | 1981 | 1991   | 2001   |
| --------- | ---- | ------ | ------ |
| население | ---  | 18 099 | 21 731 |